# Shit on You
Shit on You (englisch für „Scheiß auf dich“, auch bekannt als S*** on You) ist ein Lied der US-amerikanischen Rapgruppe D12. Der Song ist die erste Singleauskopplung ihres Debütalbums Devils Night und wurde am 5. Dezember 2000 veröffentlicht. Außerdem ist das Lied auf der Deluxe-Edition von Eminems Best-of-Album Curtain Call: The Hits enthalten.

## Inhalt
Das Lied ist den Genres Hardcore- und Gangsta-Rap zuzuordnen, wobei alle Rapper in die Rolle eines lyrischen Ichs schlüpfen, ihre Texte schnell und aggressiv vortragen und bekunden, dass sie vor niemandem Respekt hätten.
| Liedteil   | Künstler          |
| 1. Strophe | Swift             |
| 2. Strophe | Bizarre, Eminem   |
| 3. Strophe | Kon Artis, Kuniva |
| 4. Strophe | Eminem            |
| Refrain    | Eminem            |

Nach Eminems Hook setzt Swift ein und vergleicht sich u. a. mit einem Piranha, der seine Gegner lyrisch zerreißt. Anschließend rappt Bizarre aus der Sicht eines Alkoholikers, der Hotdogs isst, obwohl er Muslim sei. Er meint, dass Frauen nur zum Kochen, Putzen und für Blowjobs gut seien und prahlt damit, John Candy sowie JonBenét Ramsey ermordet zu haben. Eminem hat neben dem Refrain mit zwei Strophen den größten Anteil am Lied. Er erzählt, dass ihn die anderen verrückt gemacht hätten und er heute dümmere Sachen mache als in seiner Jugend. Er würde auch Frauen erschießen und bezeichnet sich selbst als misogyn. Kon Artis und Kuniva rappen ebenfalls über Gewaltfantasien, Vergewaltigung und Raub.

## Produktion
Shit on You wurde von dem Musikproduzent DJ Head in Zusammenarbeit mit Eminem, der als Co-Produzent fungierte, produziert. Dabei verwendeten sie ein Sample des Lieds In the Beginning von Dr. Lonnie Smith. Der Song wurde in The Lodge und im 54Sound-Studio in Detroit aufgenommen.

## Musikvideo
Bei dem zu Shit on You gedrehten Musikvideo, das größtenteils in Schwarz-weiß gehalten ist, führte Estevan Oriol Regie. Es zeigt die D12-Mitglieder, die ihre Texte an verschiedenen Orten in Detroit aggressiv in die Kamera rappen. Unter den gezeigten Örtlichkeiten befinden sich die Michigan Central Station, das Baseballstadion Comerica Park, das Brewster-Douglass Housing Project und das Fox-Theater. Zwischensequenzen zeigen Eminem, der als wütender alter Mann mit Krückstock verkleidet ist; sowie Bizarre, der als Alkoholiker in einem heruntergekommenen Haus lebt und von Eminem (diesmal verkleidet als homosexueller Sportler) besucht wird, der ihn mit einer Kettensäge zum Sport machen animiert. Auch Proof, der keine eigene Rapstrophe im Lied hat, ist neben seinen Kollegen im Video zu sehen.

## Single

### Covergestaltung
Das Singlecover wurde von dem Künstler Skam erstellt. Es zeigt verschiedene Comicfiguren, die in eine Schlägerei verwickelt sind. Links oben im Bild befindet sich das Logo von D12.

### Chartplatzierungen
Shit on You stieg am 26. Februar 2001 auf Platz 15 in die deutschen Single-Charts ein und erreichte zwei Wochen später mit Rang 8 die Höchstposition. Insgesamt hielt sich das Lied zwölf Wochen in den Top 100. Im Vereinigten Königreich belegte der Song Platz 10 und konnte sich 15 Wochen in den Charts halten.